# Phật giáo Triều Tiên

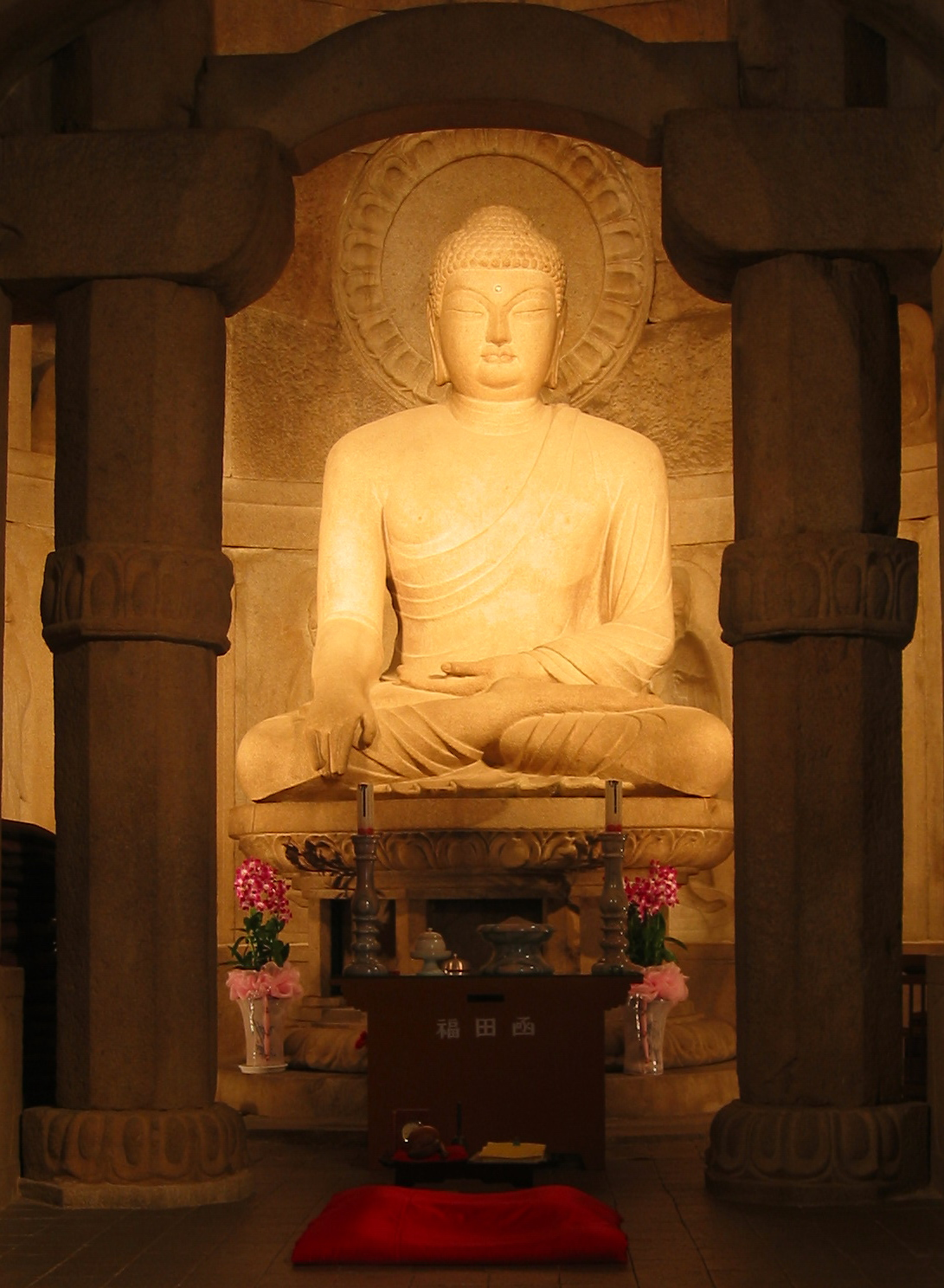
Một tấm hình của Gautama Phật ở Seokguram Grotto, Gyeongju, ở Hàn Quốc

Phật giáo Triều Tiên có nét đặc trưng so với Phật giáo nước khác bởi những nỗ lực giải quyết không nhất quán ở Phật giáo Đại Thừa. Những nhà sư đầu tin rằng những truyền thống họ nhận được từ nước ngoài đã chứa mâu thuẫn nội tại. Để truyền bá, họ đã phát triển cách tiếp cận tổng thể (holism) với Phật giáo. Cách tiếp cận này đặc trưng cho người Hàn, thành một biến thể riêng, là Tongbulgyo ("Thông Đạt Phật giáo"), cố gắng hòa hợp tất cả bất đồng (Hòa Hợp Tranh Luận, hwajaeng 和諍) bởi học giả Hàn.  Phật giáo Triều Tiên định lại tư tưởng người tiền nhiệm.
Tính đến cuối năm 2023 trên toàn lãnh thổ Nam Hàn có khoảng 1900 ngôi chùa, 13.000 tăng sĩ và bảy triệu tín đồ.